# Nationale Fahrradroute 5 (Norwegen)
Die Nationale Fahrradroute 5 (Norwegen) ist eine von neun Radfernwegen in Norwegen. Die Route ist beschildert und wird auch als Numedalsruta bezeichnet.

## Routenverlauf
- Larvik (Anschluss Route 1)
- Kongsberg
- Numedal
- Geilo (bis Gol parallel zur Route 4)
- Gol
- Tyin
- Bygdin
- Vågåmo (Anschluss Route 6)
- Lesja
- Romsdalen
- Åndalsnes
- Eidsvåg (Anschluss Route 8)

## Besonderheiten
Ein Teilabschnitt muss mit der Fähre zurückgelegt werden (Bygdin-See).